# Гиря, Иван Яковлевич
Иван Яковлевич Гиря (23 февраля 1933, Казанка — 4 февраля 2021, Тюмень) — советский и российский геолог, первооткрыватель газовых месторождений, лауреат Ленинской премии (1970).

## Биография
Родился 23.02.1933 в с. Казанка Казанковского района Одесской области Украинской ССР (ныне в Баштанском районе Николаевской области Украины).
Окончил сельскую школу в Горьковской области, куда был сослан на спецпоселение его отец, во время войны работавший в Германии, и Московский нефтяной институт им. И. М. Губкина (1956).
- 1956—1958 — помощник бурильщика, бурового мастера, буровой мастер Березовской конторы разведочного бурения треста «Тюменнефтегеология»;
- 1958—1961 — инженер, старший инженер по бурению Березовской КГЭ,
- 1961—1964 — начальник Сартыньинской партии глубокого бурения, главный инженер Сартыниньской и Нарыкарской нефтеразведочных экспедиций Тюменского геологического управления;
- 1964—1968 — начальник Нарыкарской нефтеразведочной экспедиции (1964—1968)
- 1968—1971 — главный инженер треста «Ямалнефтегазразведка»;
- 1971—1990 — начальник производственно-технологического отдела, главный технолог Главтюменгеологии;
- 1990—1995 — главный технолог, вице-президент концерна «Тюменгеология».
- 1995—1998 — консультант по производству, заместитель генерального директора ОАО «Тюменьнедра», ЗАО «Ресурсы Востока».
- 1998—2004 — технический директор ООО «Статор».

Первооткрыватель Игримского, Похромского, Пунгинского и Шухтунгортской группы газовых месторождений. Под его руководством открыто Уренгойское месторождение.

## Награды и звания
- Ленинская премия (1970) — за открытие крупных и уникальных месторождений природного газа в северных районах Западной Сибири, эффективную разработку их и подготовку промышленных запасов;
- Премия Совета Министров РСФСР (1987) — за разработку и внедрение в производство новых технологий бурения скважин.
- Орден Трудового Красного Знамени (1966);
- Орден «Знак Почёта» (1981);
- Медали;
- Отличник разведки недр (1983);
- Почётный гражданин Ямало-Ненецкого Автономного округа (2013).